# 東北栄養専門学校
東北栄養専門学校（とうほくえいようせんもんがっこう）とは、かつて青森県弘前市上瓦ケ町にあった私立の専修学校。設置者は学校法人柴田学園。

## 沿革
- 1949年（昭和24年） - 創立。
- 2022年（令和4年）3月 - 閉校[1]。

## 概要
創立以来、東北地方で唯一の栄養士養成の専修学校。学生の中には卒業後、スキルアップのために他大学への編入学する者もいる。他方、栄養士の資格に必要性をもった社会人の入学者もいる。

## 併設校
同じ柴田学園敷地内に柴田学園大学短期大学部を併設。

## 交通
- JR・弘南鉄道弘南線弘前駅・弘南鉄道大鰐線中央弘前駅
  - 駅から徒歩約8分。
- 上代官町、中央通り一丁目（弘前駅 - 小栗山線、他）停留所。
  - 停留所から徒歩約3分。